# Мияма
Мияма (яп. みやま市 Мияма-си) — город в Японии, находящийся в префектуре Фукуока. Площадь города составляет 105,12 км², население — 38 603 человека (1 августа 2014), плотность населения — 367,23 чел./км².

## Географическое положение
Город расположен на острове Кюсю в префектуре Фукуока региона Кюсю. С ним граничат города Омута, Янагава, Яме, Тикуго и посёлки Нанкан, Нагоми.

## Население
Население города составляет 38 603 человека (1 августа 2014), а плотность — 367,23 чел./км². Изменение численности населения с 1980 по 2005 годы:
| 1980 | 51 413 чел. |  |
| 1985 | 51 609 чел. |  |
| 1990 | 50 004 чел. |  |
| 1995 | 47 928 чел. |  |
| 2000 | 45 708 чел. |  |
| 2005 | 43 372 чел. |  |

## Символика
Деревом города считается камфорное дерево, цветком — цветок сакуры.